# Renegade Speedsters
Renegade Speedsters ist ein britischer Hersteller von Automobilen.

## Unternehmensgeschichte
Dave Stannett gründete 2008 das Unternehmen in Buxton in der Grafschaft Norfolk. Er begann mit der Produktion von Automobilen und Kits. Der Markenname lautet Renegade. Insgesamt entstanden bereits in den ersten drei Jahren etwa zwei Exemplare. Außerdem bietet das Unternehmen Teile für alte Fahrzeuge von Volkswagen an.
Es besteht keine Verbindung zur gleichnamigen britischen Automarke Renegade, unter der VW-Buggies angeboten werden.

## Fahrzeuge
Das einzige Modell ist der Speedster 356. Dies ist die Nachbildung des Porsche 356 Speedster. Die Basis bildet ein selbst entwickeltes Fahrgestell mit Teilen vom VW Käfer. Darauf wird eine offene zweisitzige Karosserie aus Fiberglas montiert.